# Beau temps mais orageux en fin de journée
Pour plus de détails, voir Fiche technique et Distribution.
Beau temps mais orageux en fin de journée  est un film français réalisé par Gérard Frot-Coutaz, sorti en 1986.

## Synopsis
Jacques et Jacqueline n'ont plus grand-chose d'agréable à se dire après quarante ans de vie commune. Quand, d'une manière inopportune, leur fils Bernard débarque pour leur présenter sa fiancée Brigitte, cela n'arrange rien. Le dialogue de sourd en duo s'amplifie alors en quatuor.

## Fiche technique
Sauf indication contraire, les informations mentionnées dans cette section peuvent être confirmées par la base de données cinématographiques Unifrance,  présente dans la section « Liens externes ».
- Titre original : Beau temps mais orageux en fin de journée[1]
- Réalisateur : Gérard Frot-Coutaz
- Scénario et dialogues : Gérard Frot-Coutaz et Jacques Davila
- Image: Jean-Jacques Bouhon
assisté de Stéphaen Cami et Dominique Perrin
- Son : Yves Zlotnicka
assisté de Roger di Ponio
- Musique : Roland Vincent dont la chanson Tes Visages de Paul Vecchiali et Roland Vincent
- Montage : Paul Vecchiali et Franck Mathieu
- Décors : Bénédicte Beaugé et Jean Rabasse
- Costumes : Nathalie Cercuel, Antoinette Dimanche et Catherine Vernoux
- Sociétés de production : Diagonale, Film A2, Jourd'hui Mitchell Productions, G. Frot-Coutaz
- Société de distribution : Gérick Films
- Pays de production :  France
- Langue de tournage : français
- Format : Couleur - Son mono - 35 mm
- Genre : comédie dramatique
- Durée : 85 minutes (1h25)
- Date de sortie : 
  - France : 27 août 1986
  - Canada : 9 septembre 1986 (Festival international du film de Toronto 1986)

## Distribution
- Micheline Presle : Jacqueline
- Claude Piéplu : Jacques
- Xavier Deluc : Bernard
- Tonie Marshall : Brigitte
- Ingrid Bourgoin : Teresa
- Catherine Rougelin : ?
- Jean-Paul Muel : le voisin